# Michele Fini
Michele Fini (Sorso, 14 giugno 1974) è un allenatore di calcio ed ex calciatore italiano, di ruolo centrocampista, tecnico del Latte Dolce.

## Caratteristiche tecniche
Nato come esterno di fascia, Fini è stato trasformato da Davide Ballardini in mezzala destra.

## Carriera

### Calciatore
Ha militato in: Torres (Serie C2 1993-1995), Ancona (Serie B e Serie C1 1995-1998), Salernitana (Serie A e Serie B 1997-1999), Cosenza (Serie B 1998-1999), Fermana (Serie B 1999-2000), Avellino (Serie C1 2000-2001), Catania (Serie B e Serie C1 2001-2004) e Ascoli (Serie A e Serie B dal 2004 al 2007).
Ha esordito in Serie A il 26 settembre 1998 nell'incontro Udinese-Salernitana (2-0).
Nella stagione 2001-2002 ha giocato a Catania in Serie C1, realizzando il gol decisivo per la promozione in Serie B della squadra etnea nell'andata della finale dei playoff contro il Taranto (1-0). Con la squadra siciliana ha continuato a giocare fino alla stagione 2003-2004 in serie B. Successivamente è passato all'Ascoli, con cui nel 2004-2005 ha conquistato una promozione a tavolino nella massima serie.
Nell'estate del 2007, a contratto scaduto con l'Ascoli, si è trasferito al Cagliari, dove ha ritrovato il tecnico Marco Giampaolo, che lo aveva allenato nel club bianconero. Nel campionato 2008-2009 Fini è stato l'assist-man più efficace del campionato di Serie A, con 13 assist vincenti, di cui uno per Acquafresca sul campo dell'Inter, capolista del campionato.
Il 10 luglio 2009 si è trasferito al Siena, con cui ha firmato un contratto biennale. A causa di alcune scelte tecniche ha giocato poche partite, finendo poi per essere messo fuori rosa. Il 6 settembre 2011 il presidente del Porto Torres ha ufficializzato l'acquisto del centrocampista, che nella stagione 2011-2012 è stato a disposizione del mister Gianluca Hervatin.

### Allenatore
Ritiratosi dal calcio giocato, il 3 luglio 2014 è stato presentato alla stampa come vice di Diego López sulla panchina del Bologna. Il 4 maggio 2015, ha lasciato la panchina rossoblù dopo l'esonero dell'allenatore.
Nel gennaio 2017, è tornato a far parte dello staff del tecnico uruguaiano al Palermo. Dal 18 ottobre 2017, è sempre vice-allenatore di Lopez al Cagliari. Lascia il posto il 7 giugno seguente, quando la società decide di affidare l'incarico ad un nuovo staff tecnico.
Nel 2018, segue López al Peñarol, con il tecnico uruguaiano capace di vincere il titolo uruguaiano nella sua prima stagione e di raggiungere il secondo posto nella seconda.
Nel 2020, i due vengono ingaggiati in due occasioni diverse dal Brescia, non riuscendo però ad evitare la retrocessione della squadra in Serie B.
Nel maggio 2022, dopo circa un anno e mezzo di inattività, Fini ha seguito López (insieme al preparatore atletico Francesco Bertini) nel suo nuovo incarico da allenatore dell'Universidad de Chile. Vengono sollevati dall'incarico 4 mesi più tardi, esattamente il 9 settembre.
Il 24 gennaio 2023, Fini intraprende la carriera da capo allenatore, venendo ingaggiato come nuovo tecnico dell' Atletico Bono, squadra iscritta al torneo di Promozione Sarda.
Il 12 luglio 2023, Fini torna a ricoprire il ruolo di vice allenatore di Lopez alla guida del Barcelona SC, squadra della massima serie ecuadoriana.
Il 4 marzo 2025 viene ingaggiato come nuovo allenatore del Sassari Latte Dolce, squadra di Serie D.  Al termine della stagione riesce a portare la formazione biancoceleste alla salvezza, guadagnandosi la conferma per l' annata successiva.

## Palmarès

### Competizioni nazionali
- Campionato italiano di Serie B: 1

Salernitana: 1997-1998